# Cefeo

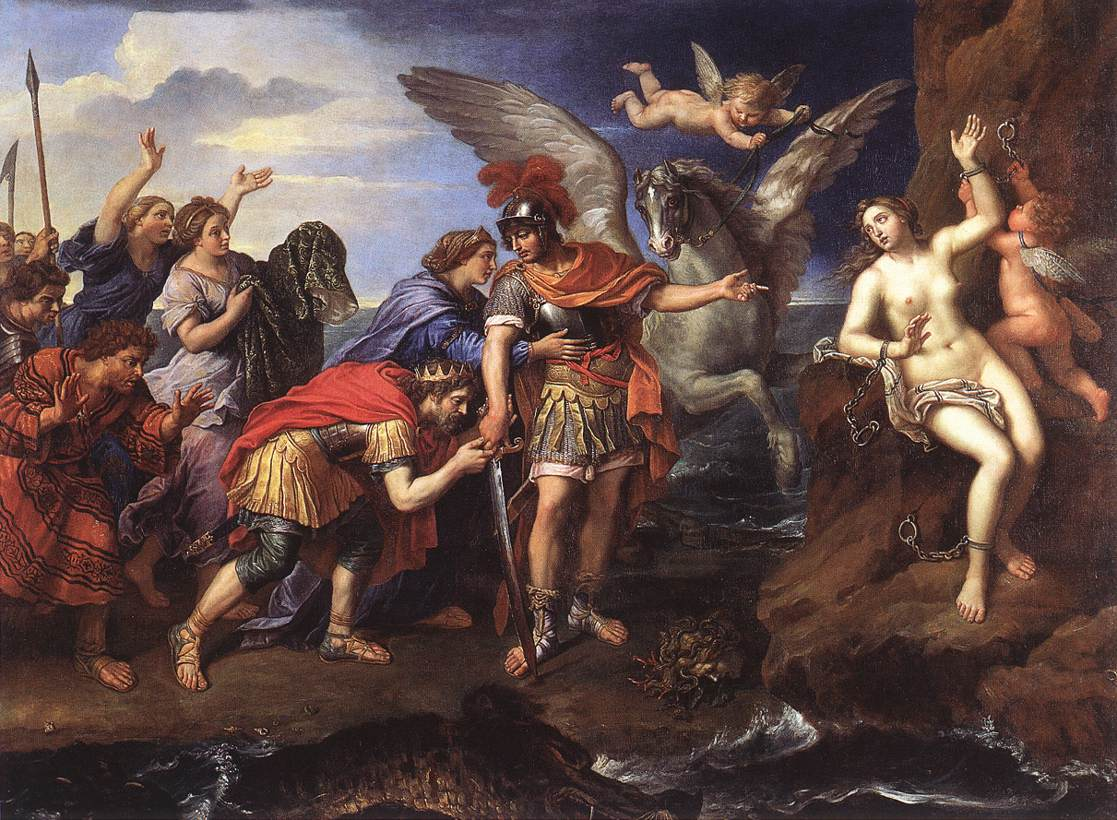
Óleo en lienzo, obra de Pierre Mignard: La liberación de Andrómeda (La Délivrance d'Andromède, 1679).

Cefeo (en griego Κεφεύς; Cepheus), en la mitología griega, era hijo de Belo (quien a su vez era hijo de Poseidón) y de Anquínoe. Otros en cambio lo imaginaron como hijo de Agénor, o bien del epónimo Fénix. Cefeo era el padre de Andrómeda y esposo de Casiopea. Juntos gobernaban sobre los cefenos, pueblo que a veces se situaba en Etiopía, a veces a orillas del río Éufrates y a veces en Jopa o Yope, en Palestina o Fenicia. Los tres personajes forman parte central del mito de Perseo y Andrómeda. A su muerte el trono pasó a manos de Perses, hijo primogénito de Perseo y Andrómeda.
Incluso en una versión a Cefeo se le denomina como Yásida, haciéndolo descendiente del rey de Argos, Yaso, a la sazón padre de Ío. De igual manera a su esposa Casiopea también se la denomina como Yope, haciéndola así epónima del pueblo fenicio, además de una de las hijas de Eolo.
Como el resto de los personajes principales de esta historia Cefeo da su nombre a una constelación del hemisferio boreal. Así mismo, el nombre del cráter lunar Cepheus conmemora a este personaje mítico.

## Mito
Por la vanidad de la reina Casiopea, que había dicho que era más bella que las Nereidas, Poseidón envió contra el reino una inundación y al monstruo marino Ceto. El oráculo de Amón vaticinó que las desgracias cesarían cuando se ofreciera a su hija, Andrómeda, como alimento para el monstruo. Cefeo encadenó a Andrómeda a una roca pero antes de la aparición del monstruo apareció Perseo, que mató al monstruo y liberó a Andrómeda.